# Moskwa-1

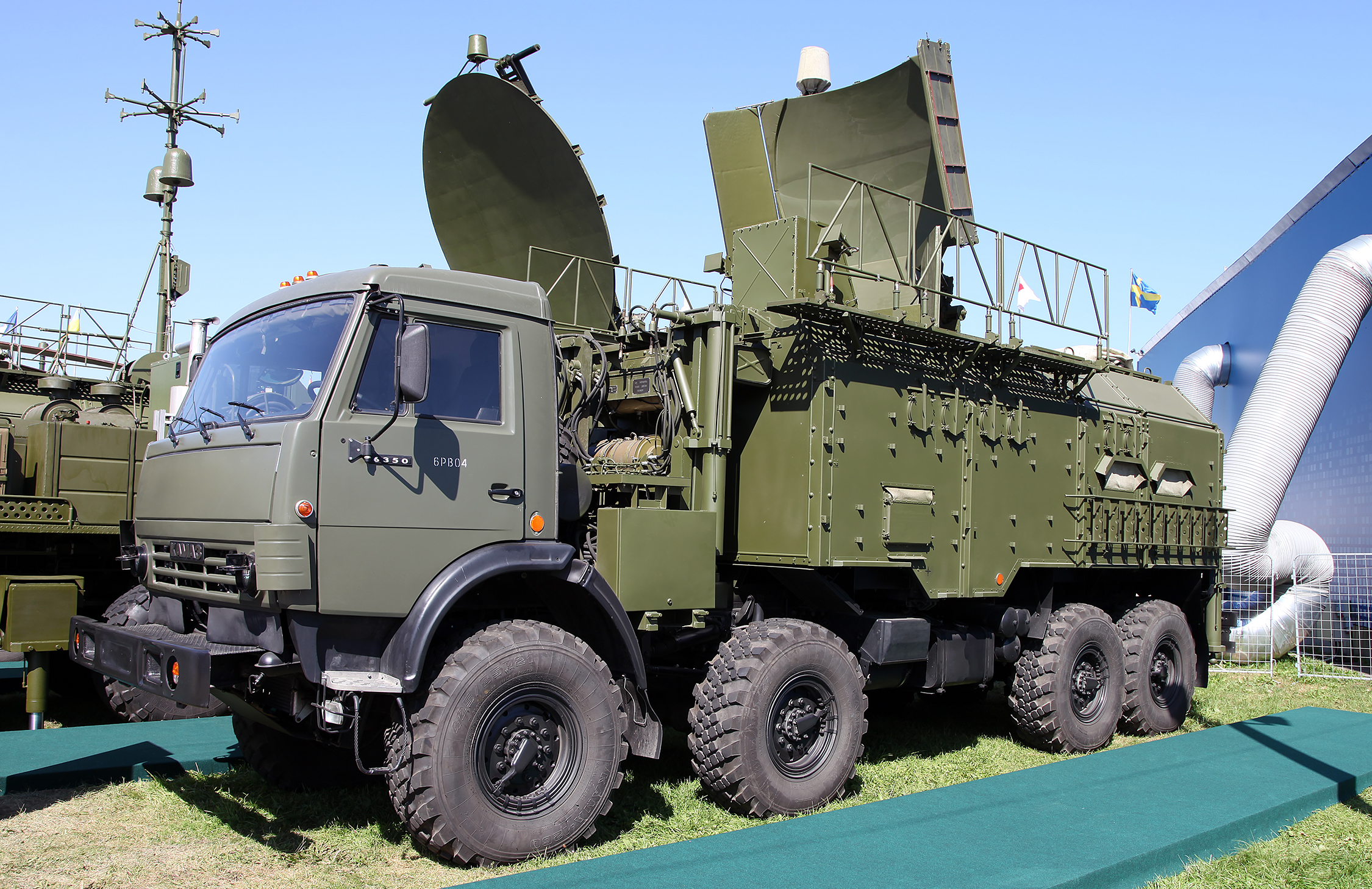
Aufklärungsmodul 1L265E

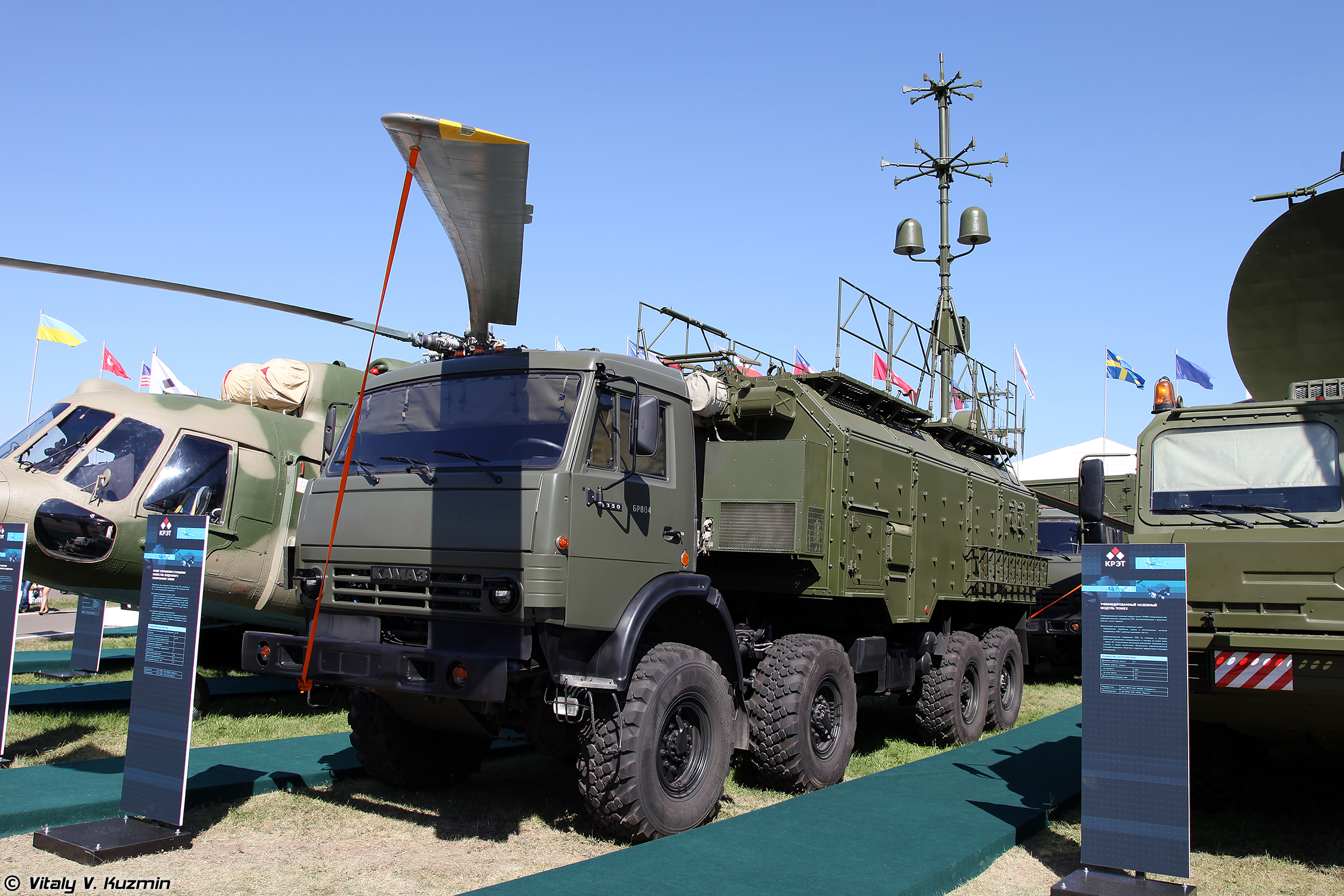
Führungsstelle 1L266E

Moskwa-1 (russisch Москва-1 für Moskau) ist ein russisches System zur elektronischen Kampfführung. Das vom russischen Hersteller KRET entwickelte System wird zur Fernmelde- und Elektronischen Aufklärung und zur Führung des elektronischen Kampfs eingesetzt. Als Aufklärungskomponente des Systems wird ein passives Radar genutzt. Die Einführung des Systems bei den Russischen Streitkräften begann 2015, nachdem die staatliche Erprobung 2013 abgeschlossen worden war. Es ist eines der modernsten russischen Systeme zur elektronischen Kampfführung. Der GRAU-Index des Systems ist 1L267. Es ersetzt das alte System AKUP-1 aus der Zeit der Sowjetunion.

## Technik
Das System besteht aus einem Aufklärungsmodul 1L265 und der Führungsstelle 1L266. Das Aufklärungsmodul scannt das elektromagnetische Spektrum. Dabei kann eine Rundumsuche durchgeführt werden. Wenn Ausstrahlungen gegnerischer Systeme erkannt werden, werden die Daten von der Führungsstelle an die eigenen Sendeanlagen mit dem Ziel der Neutralisierung der gegnerischen Signale übertragen. Gegnerische Flugzeuge und Marschflugkörper können bis zu einer Entfernung von 400 km aufgeklärt werden. Von der Führungsstelle können bis zu neun abgesetzte Störstationen vom Typ Krassucha geführt werden. Moskwa-1 ist kompatibel mit dem S-400 Flugabwehrraketensystem.
Das Aufklärungsmodul ist auf einem, die Führungsstelle auf zwei Lkw KamAZ-6350 verlastet. Die Zeit bis zur Herstellung der Arbeitsbereitschaft beträgt 45 min. Der Einsatz des Systems ist bei Temperaturen zwischen −40 und 50oC möglich. Die Besatzung besteht aus vier Soldaten.

## Einsatz
Bis 2016 sollten insgesamt neun Systeme beschafft werden, der Vertragsumfang belief sich dabei auf 3,5 Milliarden Russische Rubel. Das System ist für den Export verfügbar; über einen tatsächlichen Export ist jedoch bislang nichts bekannt geworden. Ein möglicher Verkauf an den Iran wurde 2015 seitens Russland thematisiert. Die Bezeichnung der Exportvariante unterscheidet sich durch den angehängten Buchstaben „E“ (russisch Э für экспорт – Export) und ist in der Regel eine technologisch abgespeckte Version im Vergleich zur Variante für die russischen Streitkräfte.
Das System wird nach russischen Angaben auch im Krieg gegen die Ukraine eingesetzt. 2023 berichteten Ukrainische Quellen, ein Moskwa-1-System sei in Jewpatorija auf der annektierten Krim im Einsatz.